# 福伊特-施奈德驱动系统

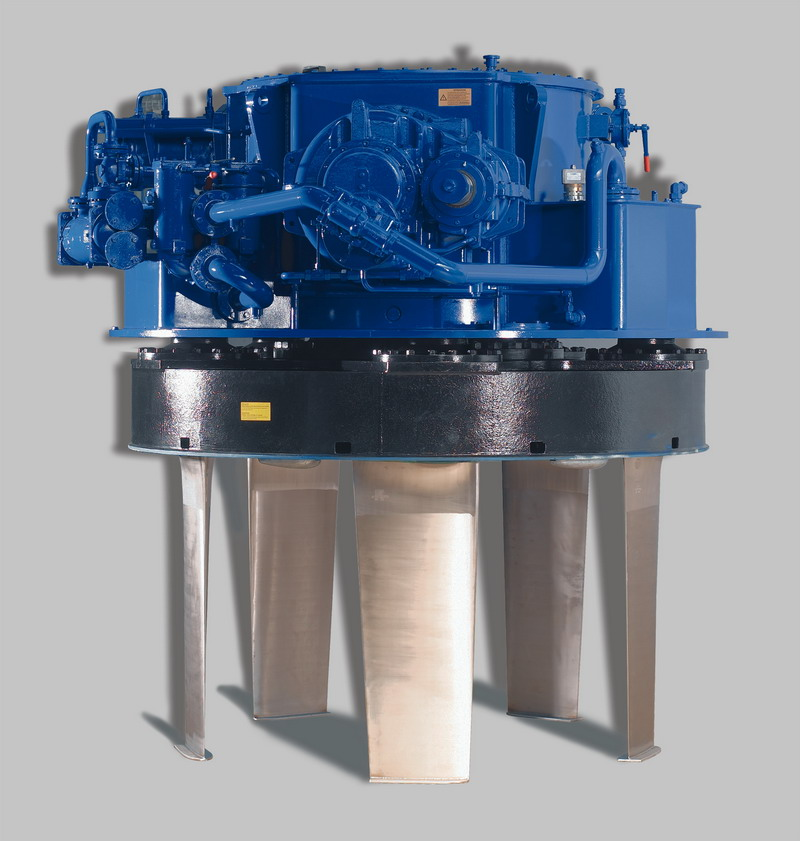
一具福伊特-施奈德驅動系統。

福伊特-施奈德推进器（Voith Schneider Propeller ，VSP）是一种船舶驱动装置，该装置可在不改变转速的情况下任意改变推力大小和方向。前进和后退（行进）以及船舶横向（转舵）的操纵是通过对螺距的调整进行的。这种操纵方式赋予了船舶高度的机动性，可在不改变转速的情况下非常精确地控制推力大小和极为迅速地改变推力方向。船只如果装备了两台或多台VSP，即可向任何方向移动，包括横向（侧推）。
VSP主要用于对船只的安全性和机动性要求很高的领域。VSP的特别之处在于其垂直回转轴。推力是由独立摆动的平衡桨翼产生的。
由于VSP的物理工作原理和设计结构，其对推力的调节可极为迅速地完成。VSP是一种灵活的可调节推进器，可将推力做360°的无极改变。它既是驱动装置同时又是操纵装置。特别是按照X/Y坐标的快速无极的推力变化提高了船舶操作的安全性。相对其他推进器，VSP以非常低的转速工作。
目前VSP主要被用于拖船、首尾同型渡船、客轮、航标船、猎雷舰艇、钻井平台供应船（PSV）、顶推拖轮（BSM）、豪华游艇以及水上浮吊上。特别要提到的是福伊特拖船（VWT）的研发。这种拖船类型大大地提高了拖船行驶的安全性。在护卫装载着危险货物的船只时，福伊特拖船以其完美的设计起到了极高的协助作用。即使在高速的情况下，它也可保证安全的护航工作。这种作为船舶协助的间接方法是随着福伊特拖船的出现开始应用于拖船作业中的。
福伊特-施奈德推进器是恩斯特·施奈德（Ernst Schneider）发明的。自1926年起，位于德国海登海姆（Heidenheim）的福伊特公司（Voith）研发和生产该推进器。

## 工作方式

驅動系統運作示意圖及其相關力矩。

VSP的桨翼在一个环形轨迹上运行，并同时进行额外的被定义为“法线相交定律”的重叠回转运动。该定律源于恩斯特·施奈德。
翼弦的法线在旋转时相交在一个点上，即控制点N。图1显示了a) 对于一个位于推进器上并随之移动的观察者，以及 b) 对于一个原地不动观察者的桨翼运动。偏心率e，也被称为螺距，为VSP定义为：
```

  

    

      

        
e

        
=

        

          

            

              
O

              
N

            

            

              
D

              

                
/

              

              
2

            

          

        

      

    

    
{\displaystyle e={\frac {ON}{D/2}}}

  

```

VSP的螺距也可设定在e < 1的范围内。出于结构上的原因，当前推进器的螺距限制在e < 0.8。
图1中显示的相对于一个地点固定观察者的桨翼运动是通过旋转运动和直线运动的重叠而产生的。叶片所通过的曲线称为延长的摆线，摆线的滚动半径为λD/2。在一次旋转中推进器在行进方向移动了λDπ的距离。由于叶片所通过的摆线轨迹，VSP又被称为摆线推进器。
桨翼被调整为与桨翼轨迹形成一个α角，以产生推力。在α角度下的绕流作用下，在桨翼上产生了液力浮力（A）和阻力（W）。阻力是由感应电阻和叶片阻力组合而成的。
图2解释了推力的产生。在运动学作用下产生操纵点的变化。
在图3中显示了在推进器所选桨翼位置上作用的力。由于推进器桨翼周围不稳定的绕流，浮力在旋转时发生改变。横向于所需推力方向的力相互抵消，而推力方向的力在推进器周围相加。
VSP以非常低的转速工作。其转速仅为同等大小和功率的螺旋推进器的25%左右。低转速是与导致强大结构的高力距联系在一起的，而这样的结构却意味着重量大的缺点。
驱动系统最高耗用功率约为4000千瓦，桨翼圆直径最大为4.0米。桨翼长度为桨翼圆直径的82%。在用于远洋船舶和内河船舶上时，该系统大多是由柴油发动机或电动机驱动的。

### 比较
与螺旋推进器相比，VSP一个本质的区别就在于相对于推力方向的旋转轴位置。螺旋推进器的旋转轴与推力方向大致相同，而VSP的旋转轴与推力方向则是互相垂直的（图4）。
因此对于VSP来说并不存在主要的推力方向。VSP是可调节推进器，可无极改变推力的大小和方向。
由于VSP同时产生驱动和转向的推力，因此装有VSP的船只不需要额外的附件——如推进器托架、船舵、发动机舱、舵柱等。
VSP的矩形射流面在规定的安装条件下为螺旋推进器射流面的两倍（图5）。

## 应用

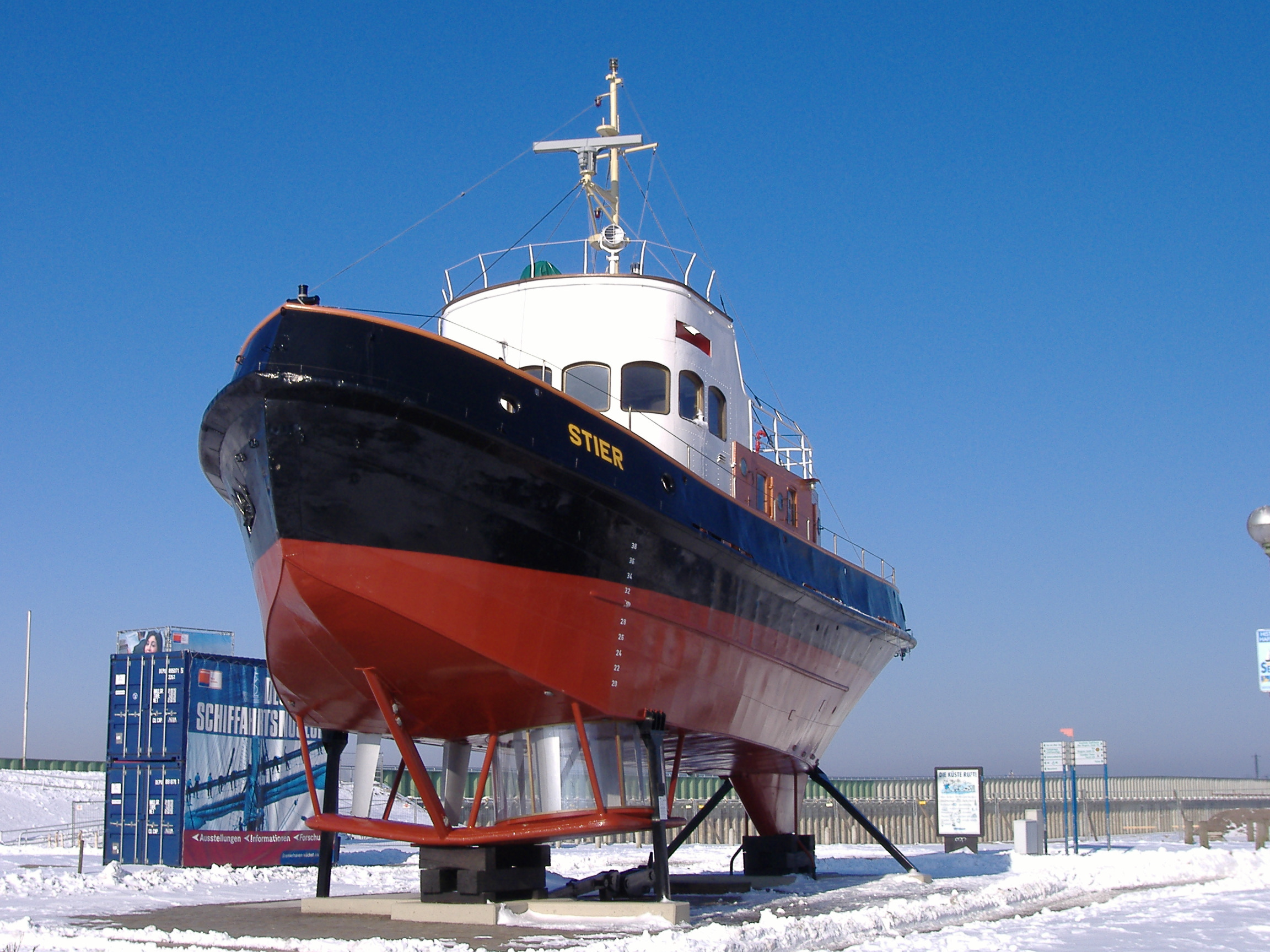
一艘裝備了福伊特-施奈德驅動系統的船隻（見其底部）。

由于VSP可提高船舶机动性的优异特性以及其很高的可操纵性，VSP被应用于拖船、首尾同型渡船、客轮、航标船、水上浮吊、石油钻塔供应船（PSV）、顶推拖轮（BSM）、豪华游艇上，以及对机动性要求很高或可以在大风、湍流和水浪情况下保持原地不动（动态定位）的船舶上。该推进器的特殊用途是用于扫雷艇上。在第二次世界大战中，卡佩拉级扫雷艇就已经装备了两台VSP。